# Crepidium atrosanguineum
Crepidium atrosanguineum är en orkidéart som först beskrevs av Oakes Ames, och fick sitt nu gällande namn av Marg. och Dariusz Lucjan Szlachetko. Crepidium atrosanguineum ingår i släktet Crepidium, och familjen orkidéer. Inga underarter finns listade i Catalogue of Life.